# Albertina Carri
Albertina Carri (sinh năm 1973, Buenos Aires) là một nhà biên kịch, nhà sản xuất phim, đạo diễn phim và nghệ sĩ nghe nhìn người Argentina.

## Tiểu sử
Carri sinh ra ở Buenos Aires năm 1973, nơi cô hiện đang sống và làm việc. Cô là con gái của Ana María Caruso và Roberto Carri, cả hai đều bị bắt cóc trong chế độ độc tài quân sự cuối cùng ở Argentina.
Cô có một con trai, Furio Carri Dillon Ros, đăng ký ở Argentina bằng cách sử dụng một cái gọi là ba bộ phim; ông là con trai của một người cha, Alejandro Ros và hai bà mẹ, Albertina Carri và Marta Dillon.

### Làm việc
Cô quay bộ phim đầu tiên của mình, No quiero volver a casa, ở tuổi 24. Tác phẩm này được chọn sau này cho các liên hoan phim Rotterdam, London và Vienna.
Bước đột phá của cô vào kỹ thuật hoạt hình dẫn đến những bộ phim ngắn Aurora và Barbie también puede estar triste, (đó là một hoạt hình ngắn khiêu dâm). Phim ngắn cuối cùng này đã giành được giải thưởng Phim nước ngoài xuất sắc nhất trong Liên hoan hỗn hợp New York.
Bộ phim truyện thứ hai của cô Los Rubios, đã đưa cô vào những đạo diễn xuất sắc nhất trong độ tuổi của cô. Los Rubios được phát hành tại Hoa Kỳ và Tây Ban Nha sau khi được chiếu tại các liên hoan phim Locarno, Toronto, Gijón, Rotterdam và Göteborg, và nhận được các giải thưởng sau: Del Público và Mejor Película Argentina tại BAFICI, Mejor Nuevo Director ở Las Palmas và Mejor Película ở L'alternative, ở Barcelona. Cô cũng giành được ba giải thưởng Clarín: Mejor Actriz, Mejor Documental và Mejor Música. Bộ phim này, theo Julián Gorodischer, có thể được định nghĩa là "một chương trình thực tế về bộ nhớ". Ngoài ra, nó có thể được định nghĩa là một bộ phim đánh dấu một bước ngoặt trong cách các nạn nhân của Chiến tranh Bẩn được đại diện trong giới truyền thông.
Géminis, bộ phim thứ ba của cô, được giới thiệu trong Director's Fortnight của Liên hoan phim Cannes và được phát hành trên toàn thế giới vào năm 2005.
 Phim truyện cuối cùng của cô, La Rabia, đã được trao tặng hai giải thưởng FIPRESCI tại Havana và Transylvania, với sự phân biệt của đạo diễn xuất sắc nhất tại Liên hoan phim Havana và cả đạo diễn xuất sắc nhất và nữ diễn viên xuất sắc nhất tại Liên hoan phim Monterrey.
Năm 2009, cô giành được giải thưởng thành tích Luna de Valencia, trong Liên hoan Phim Jove, trên Valencia.
Trong năm 2010, cô tạo ra, cùng với nhà báo Marta Dillon, công ty sản xuất truyền hình Torta, qua đó cô đã thực hiện bộ phim truyền hình Visibles, La Bella Tarea và 23 Pares.
Trong năm 2011 Carri đã phát triển Partes de Lengua cho Bảo tàng Ngôn ngữ và Sách (Museo del Libro y de la Lengua); đó là một tác phẩm nghệ thuật về tiếng mẹ đẻ là kết quả của quá trình chinh phục lịch sử và các vấn đề ngôn ngữ thổ dân và khuôn mặt truyền thống bằng văn bản và miệng trong lãnh thổ Argentina khi họ vật lộn để tồn tại.
Năm 2015 Carri tổ chức triển lãm Operación fracaso y el sonido recobrado tại Parque de la Memoria de Buenos Aires; triển lãm này bao gồm năm phần video với các định dạng khác nhau: âm thanh, điêu khắc và hình ảnh, tạo thành một kho dữ liệu thân mật và phản chiếu về nhiều cách gợi nhớ memoria, với ý định tạo ra một trải nghiệm nhạy cảm về những kỷ niệm của các sự kiện đau thương bởi những nạn nhân của chiến tranh bẩn thỉu.
Từ năm 2013 Carri là giám đốc nghệ thuật của Asterisco, một liên hoan phim LGBTIQ quốc tế kéo dài một tuần và được tổ chức tại Buenos Aires.

### Đóng phim[25]

#### Đạo diễn
- 2000: No quiero volver a casa
- 2001: Excursiones (cortometraje)
- 2001: Aurora (cortometraje)
- 2001: Historias de Argentina en vivo (cortometraje)
- 2001: Barbie también puede estar triste (cortometraje)
- 2003: Los rubios
- 2003: Fama (cortometraje)
- 2004: De vuelta (cortometraje)
- 2005: Géminis
- 2007: Urgente
- 2008: La rabia

#### Kịch bản
- 2000: No quiero volver a casa
- 2001: Barbie también puede estar triste (cortometraje)
- 2003: Fama (cortometraje).
- 2003: Los rubios
- 2005: Géminis
- 2007: Urgente
- 2008: La rabia

#### Nhà sản xuất
- 2000: No quiero volver a casa
- 2001: Barbie también puede estar triste (cortometraje)
- 2003: Los rubios

#### Thiết bị kỹ thuật

##### Camera
- 2000: No quiero volver a casa
- 2003: Los rubios

##### Lắp
- 2001: Aurora (cortometraje)

##### Máy ảnh trợ lý
- 1993: De eso no se habla
- 1998: Silvia Prieto

### Sách được xuất bản
- 2007: Los Rubios: cartografía de una película.[26][27]

### Phim truyền hình
- 2012: 23 pares.[28]
- 2014: La bella tarea.[29]